# Reyer Venezia Mestre 2009-2010
La Reyer Venezia Mestre 2009-2010, sponsorizzata Umana, ha preso parte al campionato professionistico italiano di Legadue.

## Roster
| Giocatori |
| --------- |

|    | Naz.                                       | Ruolo | Sportivo                 | Anno | Alt. | Peso |  |
| -- | ------------------------------------------ | ----- | ------------------------ | ---- | ---- | ---- |  |
| 4  | Stati Uniti (bandiera) · Italia (bandiera) | G     | Valentino Maxwell        | 1986 | 193  | 92   |  |
| 5  | Italia (bandiera)                          | PG    | Rodolfo Rombaldoni       | 1976 | 192  | 85   |  |
| 6  | Stati Uniti (bandiera)                     | P     | Kiwane Garris            | 1974 | 189  | 94   |  |
| 7  | Italia (bandiera)                          | A     | Alberto Causin           | 1976 | 199  | 96   |  |
| 8  | Italia (bandiera)                          | A     | Marco Allegretti         | 1981 | 204  | 102  |  |
| 10 | Italia (bandiera)                          | C     | Christian Di Giuliomaria | 1979 | 210  | 108  |  |
| 11 | Italia (bandiera)                          | P     | Guido Meini              | 1979 | 188  | 81   |  |
| 12 | Lettonia (bandiera)                        | GA    | Kristaps Janičenoks      | 1983 | 195  | 90   |  |
| 15 | Italia (bandiera)                          | GA    | Boo Davis                | 1982 | 190  | 85   |  |
| 51 | Italia (bandiera)                          | GA    | Tommaso Rinaldi          | 1985 | 201  | 101  |  |

| Staff tecnico                   |
| ------------------------------- |
| Allenatore: Sandro Dell'Agnello |
| Assistente: Alberto Billio      |

Legaduebasket: Dettaglio statistico